# Mimir

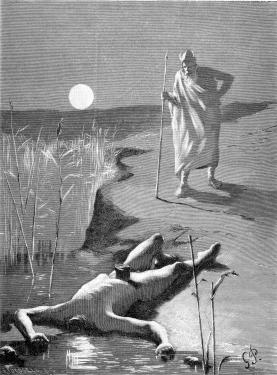
Odin findet Mimirs enthaupteten Körper

Mimir ist ein Wesen der nordischen Mythologie, das eine der Quellen unter dem Weltenbaum Yggdrasil hütet. Wissen, Weisheit und Weissagungsgabe Mimirs sind so berühmt, dass selbst Odin eine enge Bindung zu ihm pflegt, um seinen Rat zu erlangen.

## Quellen

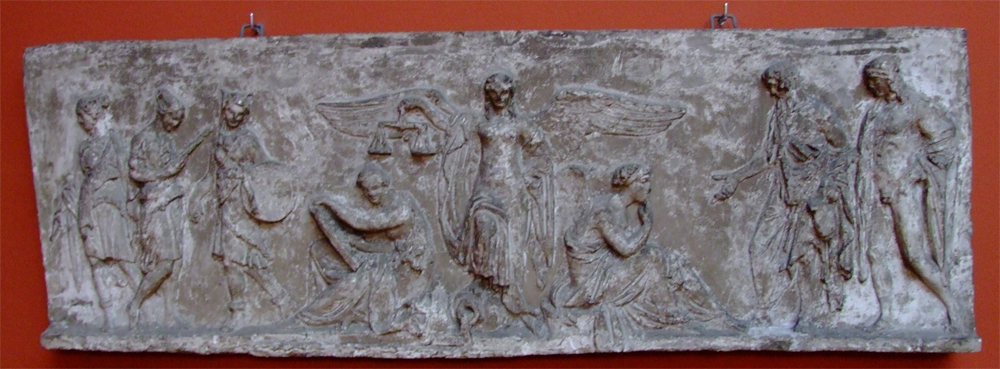
Mimer og Balder rådspørger nornerne (Mimir und Baldur befragen die Nornen) von Hermann Ernst Freund (1821–1822)

### Edda
Die Mythen um Mimir stammen aus unterschiedlichen Quellen der altnordischen Literatur, doch im Kern sind sie bereits im ältesten Text der Lieder-Edda, der Völuspá, enthalten, deren Wurzeln noch bis in vorchristliche Zeit reichen.
Danach entspringt unter dem Weltenbaum Yggdrasil die Quelle der Weisheit. Sie ist eine der drei Urquellen in der nordischen Mythologie. In ihrer Nähe befindet sich das Gjallarhorn des Gottes Heimdall, das in allen Welten ertönt, wenn man in es hineinbläst. Mimir ist der Hüter der Quelle, die daher Mimirs Brunnen genannt wird. Jeden Morgen trinkt er Met aus ihr.
Odin erwirbt sich Weisheit, weil er ebenso aus dem Brunnen des Mimir trinkt. Allerdings muss er zuvor dafür ein Auge opfern und in den Brunnen legen (Walvaters Pfand). Seitdem war Odin einäugig. Trotz seines Weisheitstrunks wendet sich Odin noch ratsuchend an Mimirs Haupt, als die Ordnung der Welt in Gefahr gerät und den Göttern der Untergang droht (die Ragnarök). Wie es dazu kam, dass Mimir geköpft wurde, beschreibt die Völuspá jedoch nicht.
Snorri Sturlusons Prosa-Edda wiederholt in Gylfaginning die Angaben der Völuspá und ergänzt sie. Er sagt, dass die Quelle unter der Wurzel Yggdrasils liegt, die zu den Reifriesen hingeht. Sein Wissen und seine Weisheit erlangt Mimir wie Odin, weil er aus der Quelle trinkt. Das Gjallarhorn dient ihm dabei als Trinkhorn. In einem Punkt weicht Snorri aber wesentlich von der Völuspá ab. Bei ihm reitet in der Zeit der Ragnarök Odin zu Mimirs Brunnen und holt sich dort den Rat Mimirs ein. Mimirs Haupt hingegen erwähnt Snorri nicht.
Hrafnagaldr Óðins (Odins Rabenzauber), das auch zu den alten nordischen Liedern zählt, aber nicht Bestandteil der Lieder-Edda ist, geht im Gegensatz zur Prosa-Edda davon aus, dass Mimir Odin keinen Rat geben kann, damit dieser seinem Schicksal entrinnt und den Untergang der Götter abwendet.

„Nirgend haftet Sonne noch Erde, es schwanken und stürzen die Ströme der Luft. In Mimirs klarer Quelle versiegt die Weisheit der Männer. Wißt ihr, was das bedeutet?“

Das Lied Sigrdrífomál, das zu den Heldenliedern der Lieder-Edda gehört, zeigt, dass das Haupt Mimirs nicht nur weise, sondern auch der Runen kundig war. Dort steht Odin mit Mimirs Haupt auf einem Berg, doch nicht Odin spricht, sondern Mimir sagt „klug das erste Wort und nannte wahre Runen.“
Die Völuspá spricht auch von Söhnen Mimirs, ohne diese näher zu bestimmen.

### Ynglingasaga
Die Ynglingasaga, Snorri Sturlusons mythische Einleitung in seine Geschichte des norwegischen Königtums (Heimskringla), geht nicht nur auf die Nähe Odins zu Mimir ein, sondern erzählt auch eine Geschichte, wie Mimirs Haupt den Rumpf verlor: Nach dem Krieg der Asengötter gegen Wanengötter stellen die Asen Mimir und Hönir als Geiseln als Friedenspfand. Über Hönir sagen die Asen, er tauge als Anführer. Die Wanen bemerken aber bald, dass Hönir keine Entscheidung ohne seinen Ratgeber Mimir trifft. Sie köpfen deshalb den Weisen und schicken sein Haupt den Asen zurück. Odin konserviert den Kopf daraufhin mit Zaubersprüchen und Kräutern, um von ihm weiterhin Weissagungen und Botschaften aus den anderen Welten zu erhalten. Die Gaben Mimirs sind ihm so wichtig, dass er dessen Haupt stets bei sich trägt.

### Þulur
Die Þulur erwähnen den Namen Mimir unter den Beinamen der Riesen.

## Forschung
Der nicht homogene und stellenweise widersprüchliche literarische Quellenbefund führte in der Forschung zu sehr unterschiedlichen Positionen, wie Mimir und seine Mythen zu verstehen sind. Nicht alle der aufgeworfenen Fragen konnten bis heute befriedigend beantwortet werden.

### Etymologie
In der Deutung des Namens Mimir, altnordisch Mímir, teilt sich die Forschung in zwei Lager.
Nach der einen Meinung ist Mimir eng mit Weisheit und Erinnerung verbunden und bedeutet in etwa ‚der, der sich erinnert‘. Der Name ist demzufolge verwandt mit altenglisch mimorian, niederländisch mijmeren‚ sinnen, in Gedanken verloren sein‘, lateinisch memor‚ eingedenk, sich erinnernd‘ und wird zurückgeführt auf die indogermanische Wortwurzel *smer-, *mer-‚ gedenken, sich erinnern‘.
Für die andere Meinung ist der Name verwandt mit norwegisch meima ‚messen‘, altenglisch māmrian ‚grübeln‘ und leitet sich von indogermanisch *mer- ‚messen‘ her mit der Bedeutung ‚Messender, Sinnender‘ oder ‚der, der das Schicksal misst‘.

### Natur und Abstammung
Die Natur Mimirs kann nicht zweifelsfrei bestimmt werden. Er ist entweder ein Riese (Thurse) oder eine Gottheit. Zu seiner Natur äußern sich nur die Þulur. Dort wird Mimirs Name unter den Beinamen der Riesen aufgeführt. Jedoch gibt ihm die Ynglingasaga die gleiche Stellung wie dem Gott Hönir, so dass auch vertreten wird, Mimir sei ähnlich Loki selbst eine Gottheit. Gleicher Rang führt jedoch noch nicht zwingend zur selben Natur. Auch sonst erscheint er oder sein Name in der altnordischen Literatur durchweg riesenhaft. Dazu gehören mehrere zusammengesetzte Personennamen mit Mimir als Grundwort, die eindeutig Riesen bezeichnen, beispielsweise Sokkmimir (ein sonst unbekannter Riese) oder Brekkmimir (Beiname des Riesen Geirröd).
Zu seiner Abstammung schweigt die Überlieferung. Er könnte der Sohn des Vorzeitriesen Bölthorn sein, der der Vater von Odins Mutter Bestla ist. Mimir wäre demnach der Oheim Odins. Diese Ansicht stützt sich auf eine Stelle im Hávamál, in der Odin seine Zauberrunenlieder einführt:

„Neun mächtige Lieder lernt ich vom berühmten Sohn Bölthorns, Bestlas Vater, […]“

Der Sohn Bölthorns wird in der nordischen Mythologie sonst nicht genannt. Für Mimir spricht seine Weisheit, die Odin immer wieder suchte, und seine Zauberrunenkunde, die geheimes und verborgenes Wissen voraussetzt. Letzten Endes bleibt die Verwandtschaft mit Odin aber reine Spekulation.

### Mimirs Brunnen und der Weltenbaum

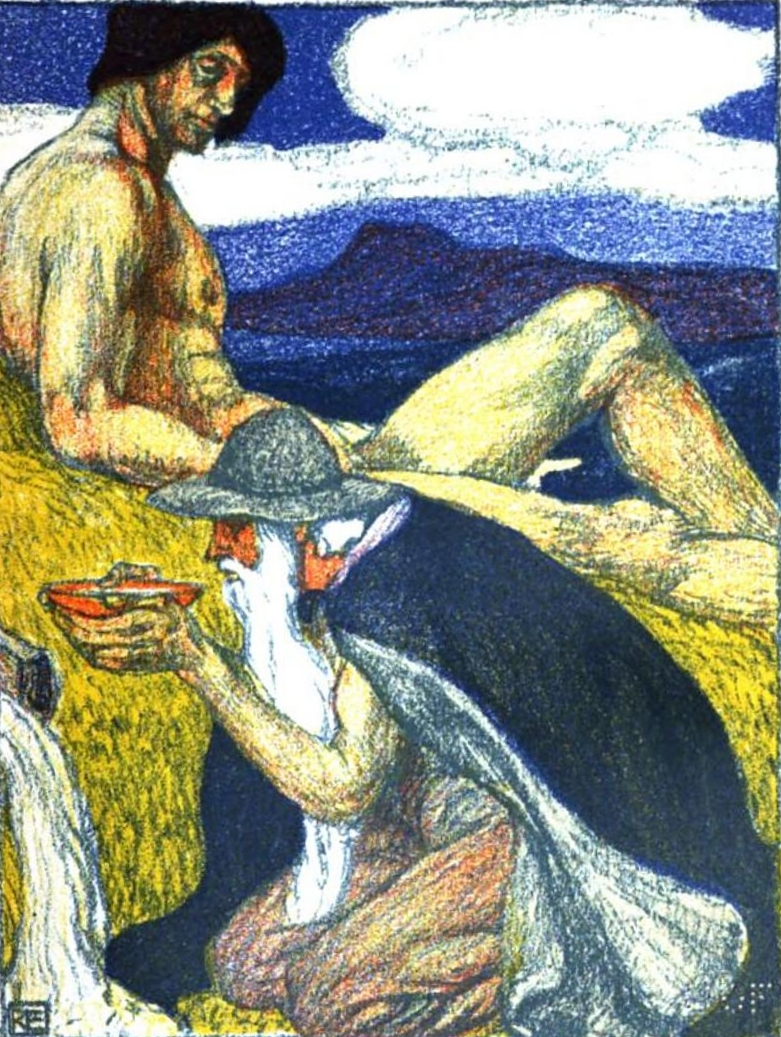
Odin trinkt aus Mimirs Quelle, während Mimir ihm dabei zuschaut. Gemälde von Robert Engels (1903)

Obwohl die Völuspá sagt, dass Mimir aus seinem Brunnen Met trinke, geht die Forschung überwiegend davon aus, dass der Brunnen Mimirs Wasser enthält. Doch ist Met nicht nur ein bloßes Rauschmittel, sondern auch ein Weisheitstrank, der es erlaubt, besonderes Wissen zu erlangen, so wie es der Mythos vom Diebstahl des Dichtermets durch Odin nahelegt. Von der Ziege Heidrun am Baum Lärad, der mit dem Weltenbaum Yggdrasil gleichgesetzt wird, heißt es im Lied Grímnismál, sie spende den Odin geweihten Einherjern Met. Auch wenn dieses mythische Bild aus vergleichsweise später Zeit stammt, weist es zumindest auf eine Verbindung zwischen Weltenbaum, an dessen Fuß Mimirs Brunnen liegt, Göttervater und Rauschtrank hin.
Die Nähe zwischen Mimir und dem Weltenbaum wird in der nordischen Mythologie nicht nur durch Mimirs Quelle deutlich. Die Forschung geht davon aus, dass der Name Mimirs auch verwendet wurde, um den Weltenbaum zu umschreiben. Allgemein anerkannt ist, dass der Baum Mimameidr ‚Baum des Mimi‘ Yggdrasil entspricht. Manche Forscher vertreten diese Gleichsetzung auch für die Wendung in holti Hoddmímis ‚im Wald des Goldmimir‘, womit das Gehölz gemeint ist, in dem sich die zwei Menschen verstecken, die zusammen mit überlebenden Göttersöhnen nach den Ragnarök an einem neuen Weltzeitalter teilhaben werden.
Neben Mimirs Brunnen entspringen in der nordischen Mythologie unter Yggdrasil noch der Urdbrunnen und Hvergelmir. Im (indogermanischen) Ursprung waren zumindest die Brunnen von Mimir und der Urd wohl dieselbe Quelle, die wegen verschiedener Mythen auch unterschiedliche Namen erhielt. Sowohl Mimir als auch Urd stehen im Zusammenhang mit Schicksal und Weissagung.

### Walvaters Pfand
Der Mythos von Walvaters Pfand erklärt in einem mythischen Bild, wie Odin durch den Verlust eines Auges, das ihm äußerliches Sehen ermöglicht, das innere Sehen erlangt, die Gabe des Hellsehens oder der Weissagung. Das Motiv Selbstopfer für Weisheit findet sich bei Odin noch ein weiteres Mal. Neun Nächte hängt er sich an Yggdrasil, um durch Todesqualen an das geheime Wissen der Runen zu gelangen.

### Mimirs Haupt
Immer noch unerklärt bleibt in weiten Teilen die Überlieferung zu Mimirs Haupt. Den wichtigsten Streitpunkt der Forschung bildet dabei die Frage, ob in den Mythen von Walvaters Pfand und Mimirs Haupt von ein und derselben Person die Rede ist. Die nordischen Texte weichen nämlich in der Namensschreibung bei beiden Mythen voneinander ab. Ist die Rede von Walvaters Pfand, wird Mímir geschrieben. Geht es um Mimirs Haupt, heißt es stets „Míms hǫfuð“, also hier eigentlich Mimr ohne zweites „i“. In den nordischen Texten lässt sich sogar eine dritte Namensform Mimirs aus dem Baumnamen Mimameidr erschließen, dort heißt es: Baum des Mimi ohne abschließendes „r“.
Diese Unterschiede werden durch die überlieferten Inhalte noch verschärft. Nach der Völuspá spricht Odin zu Beginn der Ragnarök mit Mimrs Haupt, das er laut der Ynglingasaga und dem Sigrdrífomál stets bei sich führt. Die Prosa-Edda hingegen lässt Odin zu Mimirs Brunnen reiten, um Mimir aufzusuchen. Sie setzt offenbar voraus, dass Mimir nicht geköpft ist. Die Verwirrung macht Snorri Sturluson vollkommen, da sich die Prosa-Edda und die Ynglingasaga hier inhaltlich widersprechen, obwohl sie beide aus seiner Hand stammen.
Zahlreiche Vorschläge wurden gemacht, um beide Mythen in Einklang zu bringen. Teils ging man von zwei verschiedenen mythischen Figuren aus (Jan de Vries). Letztlich sind die unterschiedlichen Erzählungen aber weder in Einklang zu bringen, noch handeln sie von zwei verschiedenen Figuren. Beide Mythen haben indogermanische Parallelen, die letztlich auf die Zusammengehörigkeit der beiden Mythologeme sprechen. So finden sich Erzählungen von weissagenden Häuptern in griechischen (zum Beispiel im Orpheus-Mythos) und keltischen Mythen ebenso wie in isländischen Sagas.  Der Mythos von Walvaters Pfand findet hinsichtlich der freiwilligen Aufgabe eines Körperteils eine Entsprechung in der nordischen Mythologie, wenn der Gott Tyr freiwillig seine rechte Hand aufgibt. Daneben gibt es eine Parallele in den römischen Legenden um Horatius Cocles und Mucius Scaevola. Unverständlich bleibt die Begründung der Ynglingasaga, wie Odin zum Haupt Mimirs kam. In der Forschung ist noch nicht entschieden, ob es sich lediglich um einen mythographischen Erklärungsversuch aus späterer Zeit handelt, der möglicherweise nur Snorri Sturlusons eigene Interpretation wiedergibt.
Teilweise wurde sogar vertreten, dass der Mythos vom sprechenden Schädel aus der keltischen Mythologie entlehnt wurde. Da er aber sowohl ein Motiv isländischer Sagas als auch der norwegischen und englischen Sagenwelt ist, scheint es sich um eine eigenständige nordische beziehungsweise germanische Überlieferung zu handeln. Diese norwegischen und englischen Varianten sind vielleicht der Schlüssel, um zu erkennen, was das Haupt mit der Quelle zu tun hat. Sie bewahren ein Sagenmotiv, in dem ein Schädel aus einer Quelle emporsteigt, der denen Glück und Geschenke bringt, die ihm Ehre erweisen.

### Naturmythologische Deutungen

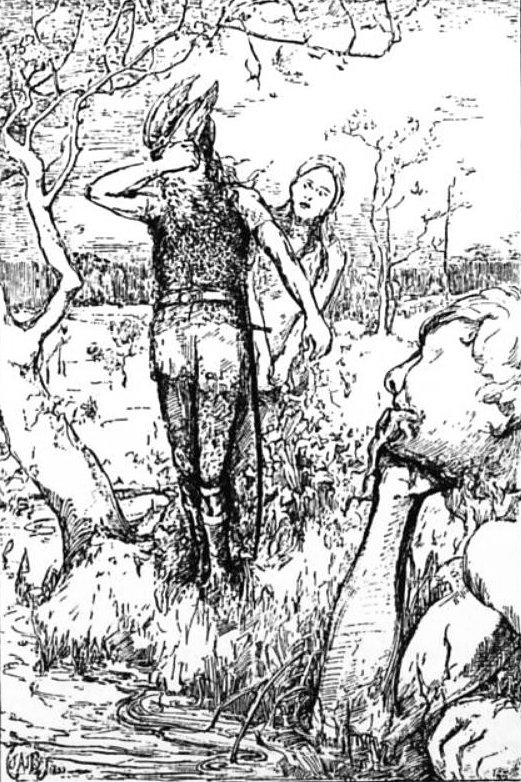
Odin at the Brook Mimir. Illustration von John Angell James Brindley, 1893.

Die ältere Forschung sah in den Mythen frühe Erklärungsversuche der Menschen für die Erscheinungen, die sie in der Natur beobachteten. Dabei entsprach in der naturmythologischen Deutung das Paar Odin und Mimir den Himmelslichtern Sonne und Mond. Steht die Sonne am Himmel, dann spiegelt sie sich im Wasser, so dass es scheint, dass im Wasser eine zweite Sonne liegt, nämlich das Auge, das Odin als Pfand gab. Da man früher davon ausging, dass das Wort Mond von der indogermanischen Wortwurzel *mer- ‚messen‘ stammt, derselben Wurzel, aus der manche Forscher den Namen Mimir ableiten, lag es nahe, Mimir (insbesondere sein Haupt) als mythische Entsprechung des Mondes zu verstehen. Des Weiteren gab es mythisch gesehen zwischen Mimirs Quelle und seinem Haupt keinen Unterschied, da die Quelle als sein Kopf gedeutet wurde. Mimirs Söhne waren die Wasserläufe, die aus der Quelle strömen.
Von vielen dieser naturmythologischen Deutungen ist man inzwischen wieder abgerückt. Mond und Mimir stammen nicht von derselben indogermanischen Wortwurzel. Mond bedeutet demnach nicht ‚der Messende‘, sondern ‚der Wandernde‘. Mimirs Haupt ist auch nicht die Quelle Mimirs, da die Vorstellung des weissagenden, geköpften Schädels sehr alt ist und in Griechenland, in der keltischen Welt und im sibirischen Schamanismus viele Entsprechungen hat.

## Deutung
Der Weltenbaum ist ein mythisches Bild für die Schöpfung als Gesamtes. Darin steht Mimirs Brunnen an der Wurzel für den Zugang zur tieferen Einsicht in die neun germanischen Welten: die Erinnerung an das, was seit dem Anbeginn der Schöpfung geschehen ist und die Schau, was noch alles zu geschehen hat (Schicksal). Das ist die Quelle der Weisheit.
Ihr Hüter ist Mimir, der sich denen, die zu seiner Quelle kommen, vielleicht in Gestalt eines Schädels zeigt (Mythos von Mimirs Haupt). Das Wissen erwirbt, wer Freundschaft mit dem Riesen schließt und so wie er aus der Quelle trinkt. Doch jeder außer dem Weisen hat dafür ein empfindliches Opfer zu erbringen. Wer mehr Einsicht will, muss eines seiner Augen dafür verwenden (Mythos von Walvaters Pfand).